# Noyal-Châtillon-sur-Seiche
Noyal-Châtillon-sur-Seiche är en kommun i departementet Ille-et-Vilaine i regionen Bretagne i nordvästra Frankrike. Kommunen ligger i kantonen Bruz som tillhör arrondissementet Rennes. År 2022 hade Noyal-Châtillon-sur-Seiche 7 995 invånare.

## Befolkningsutveckling
Antalet invånare i kommunen Noyal-Châtillon-sur-Seiche
Referens:INSEE